# Пропавший без вести (фильм, 1943)
«Пропавший без вести» — киноновелла в составе художественного фильма «Родные берега». Фильм на экраны не вышел.

## Сюжет
Киноновелла о мужестве моряков торпедного катера, проявленном при выполнении особого задания командования.

## В ролях
- Лидия Смирнова
- Иван Новосельцев
- Валентин Щеглов
- Иван Бобров
- Андрей Сова
- А. Трухин
- Семён Гольдштаб
- Григорий Михайлов
- В. Проклов
- Д. Вурос
- Александр Хвыля

## Съёмочная группа
- Автор сценария: Борис Ласкин и Иосиф Склют
- Режиссёр: Владимир Браун
- Оператор: Яков Кулиш
- Композитор: Дмитрий Клебанов
- Звукорежиссёр: Григорий Григорьев и З.Карлюченко